# Mariam Sheikhalizadehkhanghah

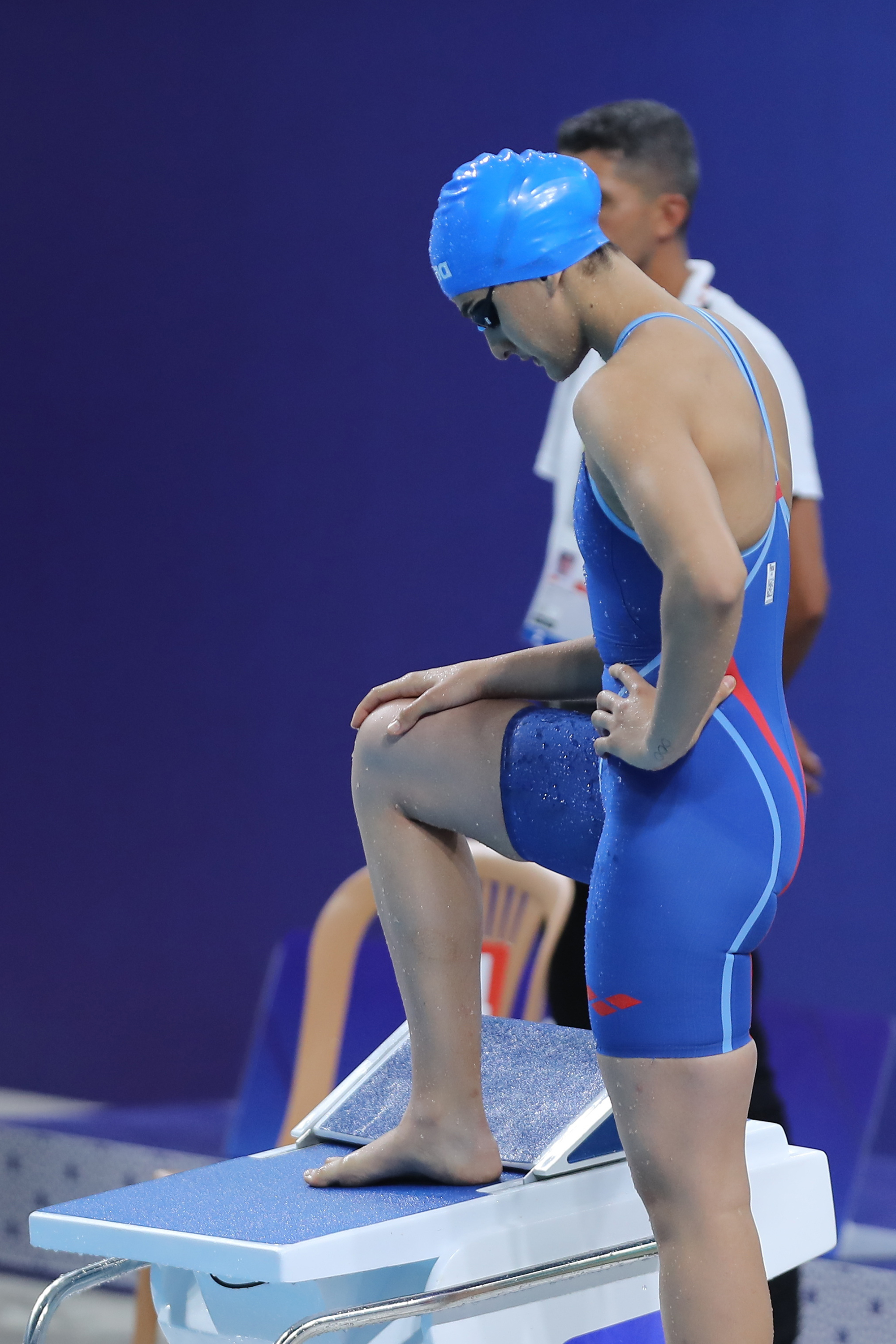
Mariam Sheikhalizadeh en los Juegos de la Solidaridad Islámica

Mariam Sheikhalizadehkhanghah (en persa: مریم شیخ‌علیزاده‎) ;  , en azerí: Məryəm Şeyxəlizadəxangah;  Teherán, Irán 18 de julio de 2004) es una nadadora de competición iraní nacionalizada azerbaiyana. 
Es miembro del equipo nacional de natación de la República de Azerbaiyán . Cumplió el tiempo de clasificación de los Juegos Olímpicos de 2020 para los 100m mariposa femeninos y representó a  Azerbaiyán  en esos mismos juegos.  

## Primeros años de vida
Alizadeh nació en 2004 en Teherán, Irán . Cuando tenía 11 años, en las últimas competiciones de la Copa de los Mártires Virreyes de Azerbaiyán sobre los países islámicos, celebrada en Tabriz, ella batió 13 récords nacionales en Irán.    En 2018, fue invitada por la Federación de Natación de Azerbaiyán y fue a Bakú para continuar su carrera de natación y posteriormente terminó representando a Azerbaiyán. Maryam se clasificó para Tokio 2020 en este deporte después de participar en varias competiciones de natación y en las competiciones internacionales de natación de Budapest. Es conocida como la primera mujer en clasificarse para los Juegos Olímpicos en la historia de la natación femenina iraní después de 43 años de no hacerlo. 

## Juegos de la Solidaridad Islámica 2021
Maryam  ganó dos medallas en la quinta edición de los Juegos de la Solidaridad de los Países Islámicos celebrados en Konya, Turquía: medalla de plata en los 50 m mariposa y medalla de bronce en los 100 m mariposa.  

## Logros
Alizadeh ocupó lugares valiosos en la natación femenina después de las competiciones mundiales. Obtuvo el tercer puesto en las competiciones de estilo libre de Eslovaquia. Luego participó en competiciones de estilo libre en Letonia y una vez ocupó el segundo y el tercer lugar. Ahora es una atleta femenina de ranking mundial de la Federación de Natación (FINA). 